# Jakob Stürzinger
Johannes Jakob Stürzinger (* 6. Dezember 1853 in Wilen bei Neunforn; † 12. Juni 1903 in Würzburg) war ein Schweizer Romanist und Mediävist.

## Leben und Werk
Stürzinger promovierte in Zürich bei Heinrich Breitinger Ueber die Conjugation im Rätoromanischen (Winterthur 1879), habilitierte sich in Bonn bei Wendelin Foerster,  war bis 1885 Privatdozent in Bonn, von 1885 bis 1890 Professor am Bryn Mawr College in Philadelphia, von 1890 bis 1892 Privatdozent in München, 1892 für ein Semester außerordentlicher Professor für romanische Philologie in Tübingen und von 1892 bis 1900 als Nachfolger von Eduard Mall ordentlicher Professor für neuere Philologie (Romanistik und Anglistik) in Würzburg (Nachfolger: Heinrich Schneegans). Stürzinger starb mit 49 Jahren an einem Nervenleiden.
Der Akademisch-Neuphilologische Verein München im WKV ernannte ihn 1892 zum Ehrenmitglied.

## Weitere Werke
- Orthographia Gallica. Ältester Traktat über französische Aussprache und Orthographie, nach 4 Handschriften zum 1. Mal hrsg., Heilbronn 1884, Nachdruck Darmstadt 1967, Neudruck Wiesbaden 1968
- Le pelerinage de vie humaine de Guillaume de Deguileville. Printed for the Roxburghe club, London 1893. Digitalisat
- Le pelerinage de l’ame de Guillaume de Deguileville. Printed for the Roxburghe club, London 1895
- Le pelerinage Jhesucrist de Guillaume de Deguileville. Printed for the Roxburghe club, London 1897
- Hunbaut. Altfranzösischer Artusroman des 13. Jhs., nach Wendelin Foerster's Abschrift der einzigen Chantilly-Handschrift zum ersten Male kritisch bearbeitet von Jakob Stürzinger. Aus dessen Nachlass ergänzt hrsg. von Hermann Breuer, Halle a.S. 1914